# Reka (rivière)
Pour les articles homonymes, voir Reka.
La Reka (en slovène : Reka, dans la première partie de son cours) ou le Timave (en italien : Timavo, après sa résurgence) est une rivière qui prend sa source au nord-ouest de la Croatie, traverse le Carso (Karst) dans le sud-ouest de la Slovénie et se jette dans la mer Adriatique près de Monfalcone en Italie. 
Le cours d'eau a une longueur de 54 kilomètres. La rivière coule en sous-sol sur 35 kilomètres de plus après s'être enfoncée dans les grottes de Škocjan, inscrites sur la liste du patrimoine mondial de l'UNESCO. 

## Description

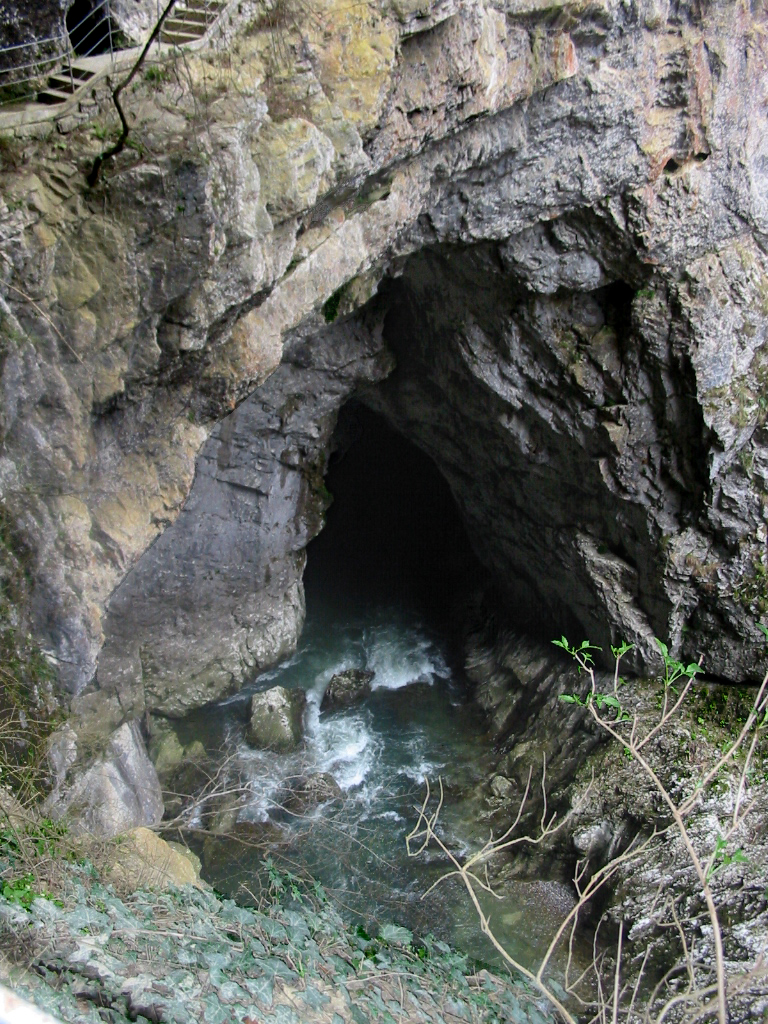
Entrée des grottes de Škocjan.

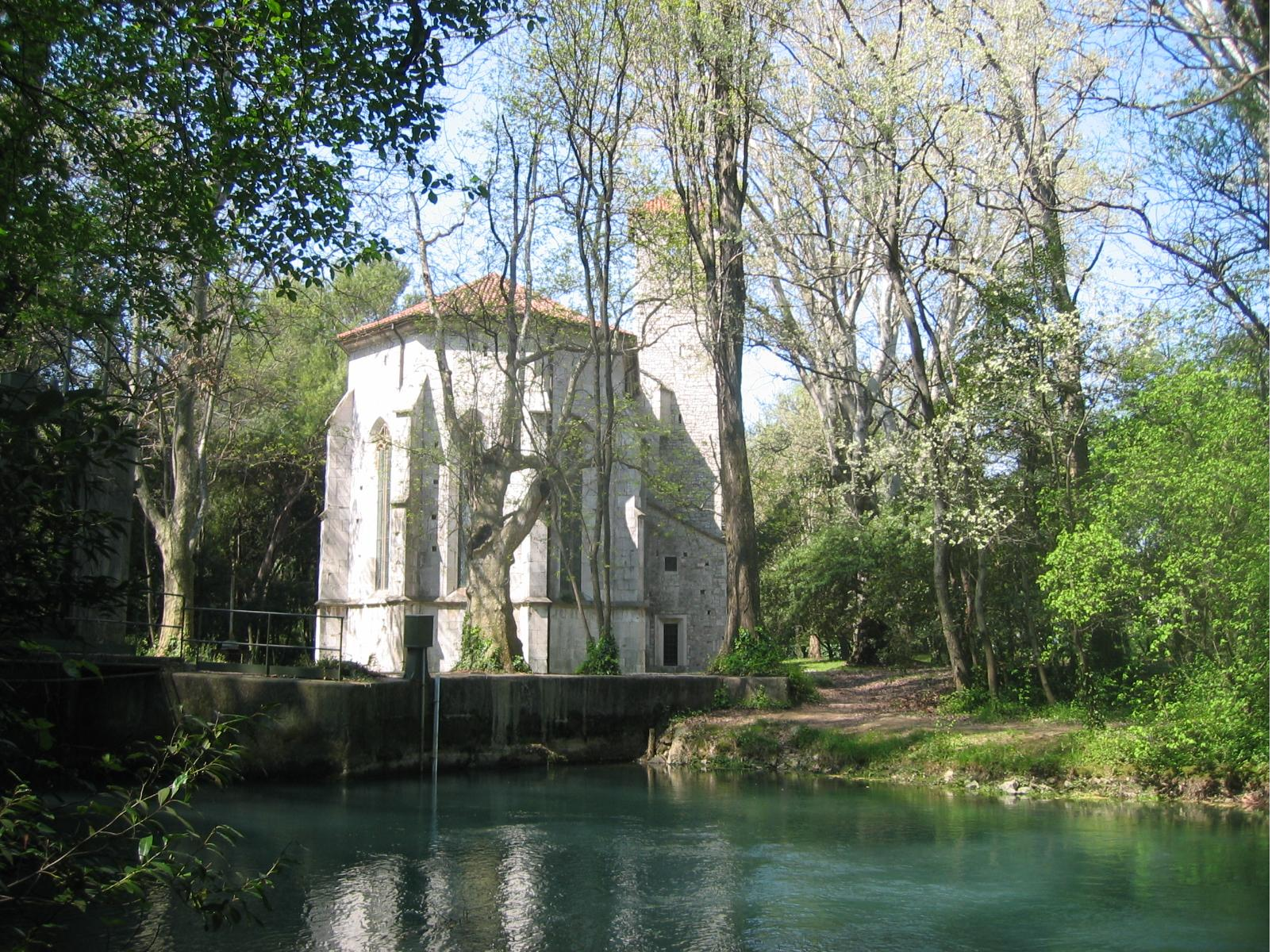
Le Timave près de l'église de San Giovanni à Tuba, peu après sa résurgence en Italie.

Elle prend sa source d'une fontaine vauclusienne sur les pentes du Snežnik en Slovénie, et disparaît sous terre près de Škocjan. Elle suit alors un cours souterrain de près de quarante kilomètres où elle forme les grottes de Škocjan, le seul patrimoine slovène à être classé par l'UNESCO. Le débit de la rivière au niveau de la grotte varie en fonction des saisons entre 0,03 m3/s et 380 m3/s.
Elle ressurgit aux Bocche del Timavo (Fons Timavi) dans la commune de Duino-Aurisina en Italie dans la province de Trieste sous le nom de Timave et se jette dans le golfe de Trieste entre Trieste et Monfalcone après un cours de deux kilomètres.